# Moloko (film)
Moloko (russisk: Молоко) er en russisk spillefilm fra 2021 af Karen Oganesjan.

## Medvirkende
- Julija Peresild som Zoja
- Andrej Burkovskij som Serjozja
- Eric Panitj
- Jegor Abramov
- Jevgenija Kaverau som Tanja